# Pentoxifilina
A pentoxifilina é um fármaco vasodilatador periférico, derivado da xantina, utilizado principalmente no tratamento de claudicação intermitente.